# Binary Land
Binary Land (яп.  バイナリィライド) — видеоигра жанра головоломка, разработанная и выпущенная компанией Hudson Soft Company, Ltd. в 1984 году для компьютеров MSX и 19 декабря 1985 года для игровой приставки NES. В 2003 году NES-вариант игры был выпущен компанией Living Mobile (дочерней структурой компании Walt Disney Internet Group) для мобильных телефонов, В 1 июня 2013 года NES-вариант игры был выпущен компанией Level-5, Inc. для приставки 3DS.

## Геймплей
|                                                    |
|                                                    |
| Кадры из NES (сверху) и MSX (снизу) вариантов игры |

В игровом плане Binary Land представляет собой аркадную головоломку с видом сверху, наподобие игры Adventures of Lolo. Действие происходит на игровом экране размером 10x15 пунктов, разделённом непроходимой вертикальной стеной на две части так, что только верхняя центральная ячейка остаётся свободной, в ней находится сердце, закрытое решёткой. Остальная часть игрового поля заполнена рядами стен, как лабиринт. В самом начале каждого уровня по обе стороны от центральной стены в самом низу стоят два персонажа: в MSX-варианте — мальчик и девочка, в NES-варианте — два пингвина (Гурин и Малон), также разных полов. Для прохождения уровня необходимо, чтобы влюблённые герои встретились, подойдя одновременно с двух разных сторон к сердцу в верхней части экрана за отведённое на это время.
Всё это усложняется тем, что игрок управляет одновременно обоими героями, так что то, что делает один, то же самое делает и второй, а так как стены в левой и правой половине экрана расположены по-разному, то сделать это будет не так уж просто. Кроме того, некоторые ячейки игрового поля заняты паутиной, а по уровням бродят различные враги: пауки и злобные огоньки с глазами, соприкосновение с которыми отнимает одну игровую жизнь.
Влюблённые герои вооружены специальным спреем, с помощью которого можно разрушить паутину или убить паука. Врага-огонька уничтожить невозможно, так что встречи с ним лучше избегать. Попав в паутину, персонаж теряет возможность двигаться и пользоваться спреем, становясь крайне уязвимым для врагов, пока второй игрок не спасёт его, побрызгав на паутину спреем. Кроме врагов и огоньков по экрану некоторых уровней летают птички, для которых стены не помеха. Прикосновения с ними меняет героев местами, на что уходит драгоценное время.
Конца у игры как такового нет, после прохождения первых 17 уровней они начинают повторяться с повышенной сложностью — большим количеством врагов, большей скоростью у врагов и меньшим количеством отведённого времени. Уровни с врагами чередуются бонусными уровнями, цель которых собрать наибольшее количество бонусных сердечек и встретиться в верхней центральной части экрана. Врагов в них нет, а прохождение их не обязательно.

## Прочие факты
- Музыка, играющая на протяжении большей части игры, является адаптацией Je te veux[англ.] композитора Эрика Сати.
- Игра выходила только на территории Японии, однако, с возникновением специальных программ, эмулирующих NES на персональном компьютере, появилось несколько неофициальных версий игры, в том числе, перевод на китайский язык и вариант, где вместо пингвинов — рыцарь из первых частей Final Fantasy и Чокобо, а уровни игры переделаны под типичные для ранних Final Fantasy подземелья[5].
- Binary Land стала одной из первых десяти игр, выпущенных компанией Hudson Soft для игровой системы NES, и вышла в один день с игровым хитом Bomberman[6].